# Єжи Лот
Єжи Лот (пол. Jerzy Loth; 4 серпня 1880, Варшава — 30 вересня 1967, Варшава) — польський географ, етнограф, педагог, мандрівник, спортивний діяч.

## Біографія
Дослідник Африки, Північної і Центральної Америки (1903—1904). Жив серед індіанців мискіто та сумо. В 1929 році перетнув Африканський континент з півдня на північ.
У 1917—1961 — професор Варшавської школи економіки (в 1945—1946 — ректор), в 1921—1964 — професор Варшавського університету.
У 1931 році заснував перший у Польщі Ротарі-клуб. Один з організаторів Польського географічного товариства. Член Слов'янського товариства Польщі.
У 1948—1961 — член Міжнародного олімпійського комітету, пізніше — почесний член МОК. Співзасновник і президент Варшавського товариства греблі, організатор першої гонки на Віслі.
Президент Польського товариства есперантистів.
Автор ряду наукових робіт з економічної та регіональної географії.
Похований на Лютеранському цвинтарі Варшави.

## Вибрані праці
- Wykład geografii ekonomicznej ziem Polski w granicach przedrozbiorowych (1921),
- Zarys geografii politycznej (1925),
- Afryka Północna i Środkowa (в книзі: Wielka Geografia Powszechna, 1928),
- Zarys dziejów rozwoju horyzontu geograficznego na tle historii odkryć (1928),
- Afryka (1936),
- Geografia gospodarcza Polski (1960),
- Geografia ekonomiczna ogólna (1959-60).